# 翼の折れた愛と青春
『翼の折れた愛と青春』（つばさのおれたあいとせいしゅん）はテーブルトークRPG(TRPG)『アルシャードガイアRPG』のリプレイ作品。ゲームマスター（GM）とリプレイ執筆は田中信二。イラストはhu-ko。
『ゲーマーズ・フィールド別冊』（以下「GF別冊」）Vol.22「特集 SRS'11」(2011年8月)に掲載された。2012年1月には「本当のRPG」との合本でファミ通文庫から文庫化されている（書名は『本当のRPG』）
以下、本記事では、書名・誌名は『』括り、リプレイ作品名やプロジェクト名、リプレイ中の固有名詞などは「」括りで表記する。

## 概要
『アルシャード』シリーズの一大プロジェクト「アルシャードトライデント」の一環として発売されたサプリメント『ラグナロク』には、様々な理由で他の異世界からやってきたクエスターが集う街「縁栄町」の設定が収録されている。本リプレイは『ラグナロク』のPRも兼ねる形で、この縁栄町を舞台としたものである。
GMの田中信二がセッション冒頭でプレイヤーに告げているように、「アルシャードトライデント」のメインテーマである大ラグナロクから切り離された空間での人情話を主旨としており、奈落が登場し戦闘もあるものの、日常の描写がほとんどを占めるなど、これまでの『アルシャードガイアRPG』リプレイとは一線を画した緩めの内容となっている。

## あらすじ
いつ頃からかクエスターが集う街となった縁栄町のアパート「縁栄荘」。そこに新しい入居者がやってきた。カリュドーンというその入居者の姿を見た住人の一人ヨータ・ロウは戦慄する。異世界「ギャラクシーチルドレン」からやってきたヨータは、ギャラクシーチルドレンを侵略する機械生命体軍団の一員だったカリュドーンと熾烈な戦いを何度も交わしてきたのだ。しかしものの1時間も立たないうちに2人は打ち解ける。終わらない戦いに疲れ、軍を脱走したという共通点を見出したからだ。かくて2人はビデオゲームとネットゲームに明け暮れるダメ生命体となっていった。
一方、同じ縁栄荘の住人・羽生じゅりあは、クラスメイトのすみれから「気になる人がいる」と打ち明けられた。何でもTRPGのオンラインセッションで知り合ったらしい。異世界「グレート愛ランド」からやってきたじゅりあは、すみれの恋を成就させるべく動き出す。
しかしそれが、縁栄荘を揺るがす大事件になろうとは、その時点では誰も思わなかったのであった。

## 登場人物・用語

### プレイヤーキャラクター（PC）
プレイヤーによって操作するキャラクター。名前の横にカッコで記述されているのはプレイヤー名である。キャラクタークラスについてスラッシュで複数書かれている場合はマルチクラスによりクラスを複数有していることを表す。
本リプレイでは『ラグナロク』を含めた『アルシャードff』『アルシャードガイアRPG』のクラス取得が許可されているが、長兵衛の所持クラスのうち「江戸っ子」「天下人」は『天下繚乱RPG』のクラスであり、厳密にはPC作成レギュレーション違反になる。しかしGMはプレイヤーから説明を受けた上で、ルールにも抵触しないとして特に許可を出している。
キャラクタークラスの横のレベルはそのリプレイ開始時のもの。キャラクターの総合レベルは7である。
ヨータ・ロウ (小太刀右京)
キャラクタークラス : オーヴァーランダー:ヒーローズスフィア (Lv.1) / ファイター (Lv.5) / ブライトナイト (Lv.1)
シャードの加護 :《フォルセティ》《トール》《シャヘル》
22歳。人類が宇宙に進出し、生き残るために地球外生命体との戦争を続ける異世界「ギャラクシーチルドレン」の出身。かつては敵から「シュヴァルツシルトの死神」と呼ばれた人類側のエース的存在であり、アインヘリアルにまで到達していたが、戦いに疲れて軍を脱走。ブルースフィアに亡命し、縁栄町に落ち着いた。そこでゲームやアニメにハマり、かつての宿敵・カリュドーンも巻き込んで日がな一日ゲームに明け暮れている。かつての愛機「セイバーヘーゲン」は防水シートを被せられ縁栄荘の駐車場に放置同然で駐車されている。
ギャラクシーチルドレンの世界観を含めた過去の設定のモチーフは、フレッド・セイバーヘーゲンの代表作「バーサーカー」シリーズ。ヨータの乗機もセイバーヘーゲンから採られている。またPC名の由来は江戸落語の代表的な登場人物「与太郎」から。
羽生 じゅりあ (うにゅう・-、緑谷明澄)
キャラクタークラス : レジェンド (Lv.3) / ブラックマジシャン (Lv.3) / オーヴァーランダー:グレート愛ランド (Lv.1)
シャードの加護 :《ガイア》《オーディン》《ミューズ》
16歳。異世界「グレート愛ランド」から「みんなにラブを振りまくために」ブルースフィアにやってきた。縁栄町では高校に通う傍ら地元のアイドルとしても活動している。惚れっぽい性格で、他人の恋のみならず自分の恋も実らせようとしているが、自分の方は勝手に恋しては勝手に失恋することの繰り返しの日々である。現在はヨータに惚れているが、長兵衛からは「彼はいつか大きな戦いがある時に、すべてを捨ててもう一度旅立たなきゃいけない人」と釘を刺されている。
セッション開始前のPC紹介で、プレイヤーの緑谷からじゅりあのプロフィールを聞かされたGMの田中が余りのイタい設定に机に突っ伏し、小太刀が呼吸困難に陥ったという逸話がある。単行本表紙カバーでは「痛天使」と呼ばれている。
辰 (たつ、丹藤武敏)
キャラクタークラス : ザウルス (Lv.3) / バーバリアン (Lv.2) / サムライ (Lv.2)
シャードの加護 :《ティアマトー》《イドゥン》《タケミカヅチ》
34歳。異世界「ミッドガルド」のアムング地下帝国からやってきた爬虫類形知的生命体「ザウルス」で、「”ティラノの”辰」の二つ名を持つ元ヤクザ者。若い頃にウータンキドゥルにいた事があり、背中の昇りティアマトーの刺青はその頃に彫ったもの。現在は昔取った杵柄で、縁栄町の小料理屋「冴」で板前をしている。
ミッドガルド時代、自分を襲撃した対立氏族の若衆を退け、彼女がいるというその若衆に、言外に堅気になるよう告げたが、翌日、その若衆が別の氏族に殺された事を知り、「筋を違えた」その氏族の長を殺し長期刑に服する。そして10年後、恩赦で釈放されたのを機にミッドガルドを去り、流浪の末に縁栄町にたどり着き、そこで「冴」の女将・松沢佐枝に雇われたという経緯を持つ。
イメージは高倉健。特に高倉の代表作の一つである『昭和残侠伝』の主人公・花田秀次郎。辰自身も高倉のファンで『幸福の黄色いハンカチ』など高倉の主演作のDVDをカリュドーンに奨めている。
緑枝 長兵衛 (ろくえ・ちょうべえ、鈴吹太郎)
キャラクタークラス : リターナー (Lv.1) / 江戸っ子 (Lv.1) / 天下人 (Lv.5)
シャードの加護 :《バルドル》《金城鉄壁》（《ティール》相当）《鎧袖一触》（《フォルセティ》相当）
縁栄町の旧家で町内に多くの地所を有する緑枝家の当主である緑枝杏子の血縁で、杏子からは「おじいちゃん」と呼ばれている。かつては学校で江戸時代の古地図について教鞭をとっていたというが、現在は縁栄荘の管理人として悠々自適な生活を送っている。趣味は囲碁と将棋とTRPG。特にTRPGは毎日遊んでも飽きないらしく、GMや他のプレイヤーからは「社長（＝鈴吹）の願望が反映されすぎ」（小太刀）「社長のリアルな日常」（田中）と突っ込まれていた。
経歴や交遊関係には謎の部分が多い。データ面では未来人を示すクラス「リターナー」に加え、本来は『天下繚乱RPG』のサブクラスである「江戸っ子」「天下人」も持つなど、ブルースフィアの「未来の可能性」の一つから来た事をうかがわせるクラス構成となっている。またリプレイ本編ではTRPGを通じてアイギスの折田志緒理、エクスカリバーの高坂橙子（"橙の"ティファナ）、大魔術師マーリンといったブルースフィアの超大物クエスター（長兵衛曰く「みんな極普通のプレイヤーさん」）と交遊を持っている事実が明かされている。

### ノンプレイヤーキャラクター（NPC）
ゲームマスターが操作するキャラクター。
カリュドーン
ギャラクシーチルドレンにおける人類の敵「アンタレス赤方偏移機械生命体戦団」の中でも「死天王」の二つ名で恐れられた強敵。サイロを4つ組み合わせたような巨体であり、他の知的生命体とはカメラ付きの球状の端末とマニピュレーターでコミュニケーションを取っている。
ヨータとは各所で凄絶な戦闘を繰り広げてきたが、いかなる事情からか軍を抜け、縁栄荘に引っ越してきた。縁栄荘でヨータと再会した時は、最初こそ緊迫した雰囲気が流れたが、今のヨータの姿から、自分も戦いに疲れていた事に気づき意気投合。すっかりゲームとアニメにハマるダメ人間ならぬダメ機械生命体になってしまった。また過去の戦闘の影響で、ささいな事でもすぐ落ち込む性格になってしまっている。
TRPGのオンラインセッションで知り合ったすみれと気が合い、恋心を抱くが、種族が違うことから絶望に陥り、その結果、体内にある超振動対消滅奈落爆弾が起動、爆弾内の奈落に突き動かされてしまう。カリュドーンを立ち直らせ、爆弾を止めることが本リプレイの目的であり、その点では本リプレイの形式上のラスボスと言える。
アンタレス戦団は、セッション前に小太刀から受け取ったヨータのデータや設定をもとに、GMの田中が創り上げた集団で、モチーフもヨータの過去設定と同様「バーサーカー」シリーズから採られている。
すみれ
じゅりあの通う高校のクラスメイト。TRPGゲーマーだがオンラインセッションでしか遊んだことがなく、そこでカリュドーンと知り合った。素顔の見えないオンラインセッションでのカリュドーンの格好良いキャラロール（ヨータ曰く「あいつの境遇まんま。ひねりもない」）にベタ惚れになってしまい、彼と一度会ってみたいと思っている。その話を聞いたじゅりあと長兵衛は、二人を引き合わせるためテーブルトークでのセッションを思い立つ。
チュウ太
辰が子分として連れているネズミ形知的生命体「ヴァーハナ」。ヴァーハナの平均寿命は約2年のため、リプレイに登場するチュウ太は、作中の回想シーンに登場するチュウ太から数えて5代目（玄孫）にあたるが、辰に対する忠義は変わらない。
TRPGの経験者であり、傭兵時代TRPGをかじったことのある辰曰く「寿命があるので長期のキャンペーンは不向きだが、GMとしての腕前は大したもの」。
ムサシ・コバヤシ
ヨータのギャラクシーチルドレン時代の同僚。ヨータがギャラクシーチルドレンを去った後は順調に昇進し、ヨータの幼なじみと結婚までしている。皮肉屋なところがある。
カリュドーンの性格の変容に気づいておらず、カリュドーンの縁栄町移住を「アンタレス戦団のブルースフィア侵攻」と判断し、ヨータにカリュドーン討伐を要請した。

### 用語
縁栄荘
縁栄町にあるアパート。町の有力者である緑枝家が所有しており、長兵衛が管理人をしている。1室は4畳半。
ヨータ、じゅりあ、辰、カリュドーンはここの住人である。もっともカリュドーンはその巨体から部屋そのものに入れないため、本体はアパートの駐車場に置き、コミュニケーション用端末とマニピュレーター（要は頭と手）だけを自室に突っ込む形を取っている。
1日中ゴロゴロしているヨータは当然として、働いている辰も家賃を滞納しているが、これはプリプレイ時のPC間コネクション設定に際し、長兵衛のプレイヤーである鈴吹太郎が、ヨータのプレイヤーの小太刀右京と辰のプレイヤーの丹藤武敏に提案した結果。
ギア＋
本リプレイでヨータがやり込んでいる携帯ゲームソフト。『エンゼルギア』のナビゲーターを彼女に出来るという恋愛シミュレーションゲーム。ヨータのお気に入りはトゥアレタ・クレーリオン。なお『エンゼルギア』は、現実においてもRUNEから発売されていた18禁PCゲーム『ANGEL-CORE』の、未完に終わった続編のTRPG版として開発された経緯がある。
この他、カリュドーンがハマッているネットワークRPGが『ロストエデン』だったり、『アリアンロッドRPG』の新バージョンや「SRSの新作」（長兵衛）がリリースされていたりと、本リプレイにはF.E.A.R.製TRPGや、その中に出てくる用語がメタな小ネタとして頻出する。
超振動対消滅奈落爆弾
アンタレス赤方偏移機械生命体戦団が開発した兵器。アビスシードを使用したもので、ヨータ曰く「空間内の反物質を膨張させることで共振振動を起こし、奈落を出現させる」仕組み。その威力は恒星を破壊可能なほど。カリュドーンにはこの爆弾が内蔵されており、精神的ストレスが一定レベルに達すると自爆装置が起動、爆弾が爆発する。本リプレイの事実上のラスボスと言え、最後は戦闘不能になったカリュドーンの機体からじゅりあの「ラブ天使キック」で自爆装置ごと排出され、停止した。
GMの田中とヨータ役の小太刀のトークによって即興で生み出された設定で、田中は爆弾の設定をその場で創り上げた小太刀を「シナリオを読んだかのようなすばらしい返答」と絶賛している。